# リーガ・デ・ベイスボル・プロフェシオナル・デ・ラ・レプブリカ・ドミニカーナ
リーガ・デ・ベイスボル・プロフェシオナル・デ・ラ・レプブリカ・ドミニカーナ（スペイン語: Liga de Béisbol Profesional de la República Dominicana, 英語: Dominican Republic Professional Baseball League）は、ドミニカ共和国で行われるプロ野球のウィンターリーグである。略称はLIDOM。4大ウィンターリーグ（LMP、LVBP、LBPRC、LIDOM）の一つであり、毎年数々のメジャーリーガーが参加する。

## 概要
1951年に創設。
レギュラーシーズンは10月から12月にかけて約50試合行われ、上位4チームが翌年の1月に行われるプレーオフシリーズに駒を進め、リーグ優勝チームを決定する。このリーグの優勝チームは、カリビアンシリーズの出場資格を得る。
野球はドミニカでは最大のスポーツであり、国民の最大の注目の的である。ドミニカの主要インターネットサイトのスポーツ欄は、シーズン中は野球の記事で溢れる。
北米でのシーズンを終えた中南米出身の多くのメジャーリーガーが、このリーグに参加している。また日本の中日ドラゴンズとつながりが強く、山井大介、浅尾拓也、吉見一起、又吉克樹などがこのリーグに参加した経験がある。

## 参加チーム
| クラブ名                         | ホームタウン                     | ホームスタジア                       | 収容人数 |
| -------------------------------- | -------------------------------- | ------------------------------------ | -------- |
| アギラス・シバエーニャス         | サンティアゴ                     | エスタディオ・シバオ                 | 18,077   |
| エストレージャス・オリエンタレス | サンペドロ・デ・マコリス         | エスタディオ・テテーロ・バルガス     | 8,000    |
| ヒガンテス・デル・シバオ         | サン・フランシスコ・デ・マコリス | エスタディオ・フリアン・ハビエル     | 12,000   |
| レオネス・デル・エスコヒード     | サントドミンゴ                   | エスタディオ・キスケージャ           | 14,469   |
| ティグレス・デル・リセイ         | サントドミンゴ                   | エスタディオ・キスケージャ           | 14,469   |
| トロス・デル・エステ             | ラ・ロマーナ                     | エスタディオ・フランシスコ・ミチェリ | 10,000   |

## 歴代優勝チーム
| シーズン  | 優勝                             | 準優勝                           |
| --------- | -------------------------------- | -------------------------------- |
| 1951      | ティグレス・デル・リセイ         | レオネス・デル・エスコヒード     |
| 1952      | アギラス・シバエーニャス         | ティグレス・デル・リセイ         |
| 1953      | ティグレス・デル・リセイ         | アギラス・シバエーニャス         |
| 1954      | エストレージャス・オリエンタレス | ティグレス・デル・リセイ         |
| 1955-56   | レオネス・デル・エスコヒード     | アギラス・シバエーニャス         |
| 1956-57   | レオネス・デル・エスコヒード     | ティグレス・デル・リセイ         |
| 1957-58   | レオネス・デル・エスコヒード     | エストレージャス・オリエンタレス |
| 1958-59   | ティグレス・デル・リセイ         | レオネス・デル・エスコヒード     |
| 1959-60   | レオネス・デル・エスコヒード     | エストレージャス・オリエンタレス |
| 1960-61   | レオネス・デル・エスコヒード     | アギラス・シバエーニャス         |
| 1961-62   | 開催打ち切り                     |                                  |
| 1962-63   | 開催せず                         |                                  |
| 1963-64   | ティグレス・デル・リセイ         | アギラス・シバエーニャス         |
| 1964-65   | アギラス・シバエーニャス         | レオネス・デル・エスコヒード     |
| 1965-66   | 開催せず                         |                                  |
| 1966-67   | アギラス・シバエーニャス         | レオネス・デル・エスコヒード     |
| 1967-68   | エストレージャス・オリエンタレス | レオネス・デル・エスコヒード     |
| 1968-69   | レオネス・デル・エスコヒード     | エストレージャス・オリエンタレス |
| 1969-70   | ティグレス・デル・リセイ         | アギラス・シバエーニャス         |
| 1970-71   | ティグレス・デル・リセイ         | レオネス・デル・エスコヒード     |
| 1971-72   | アギラス・シバエーニャス         | ティグレス・デル・リセイ         |
| 1972-73   | ティグレス・デル・リセイ         | エストレージャス・オリエンタレス |
| 1973-74   | ティグレス・デル・リセイ         | アギラス・シバエーニャス         |
| 1974-75   | アギラス・シバエーニャス         | エストレージャス・オリエンタレス |
| 1975-76   | アギラス・シバエーニャス         | ティグレス・デル・リセイ         |
| 1976-77   | ティグレス・デル・リセイ         | アギラス・シバエーニャス         |
| 1977-78   | アギラス・シバエーニャス         | ティグレス・デル・リセイ         |
| 1978-79   | アギラス・シバエーニャス         | レオネス・デル・エスコヒード     |
| 1979-80   | ティグレス・デル・リセイ         | エストレージャス・オリエンタレス |
| 1980-81   | レオネス・デル・エスコヒード     | アギラス・シバエーニャス         |
| 1981-82   | レオネス・デル・エスコヒード     | エストレージャス・オリエンタレス |
| 1982-83   | ティグレス・デル・リセイ         | アギラス・シバエーニャス         |
| 1983-84   | ティグレス・デル・リセイ         | アギラス・シバエーニャス         |
| 1984-85   | ティグレス・デル・リセイ         | アスカレロス・デル・エステ       |
| 1985-86   | アギラス・シバエーニャス         | ティグレス・デル・リセイ         |
| 1986-87   | アギラス・シバエーニャス         | エストレージャス・オリエンタレス |
| 1987-88   | レオネス・デル・エスコヒード     | エストレージャス・オリエンタレス |
| 1988-89   | レオネス・デル・エスコヒード     | ティグレス・デル・リセイ         |
| 1989-90   | レオネス・デル・エスコヒード     | アギラス・シバエーニャス         |
| 1990-91   | ティグレス・デル・リセイ         | レオネス・デル・エスコヒード     |
| 1991-92   | レオネス・デル・エスコヒード     | エストレージャス・オリエンタレス |
| 1992-93   | アギラス・シバエーニャス         | アスカレロス・デル・エステ       |
| 1993-94   | ティグレス・デル・リセイ         | アギラス・シバエーニャス         |
| 1994-95   | アスカレロス・デル・エステ       | アギラス・シバエーニャス         |
| 1995-96   | アギラス・シバエーニャス         | エストレージャス・オリエンタレス |
| 1996-97   | アギラス・シバエーニャス         | レオネス・デル・エスコヒード     |
| 1997-98   | アギラス・シバエーニャス         | ティグレス・デル・リセイ         |
| 1998-99   | ティグレス・デル・リセイ         | レオネス・デル・エスコヒード     |
| 1999-2000 | アギラス・シバエーニャス         | エストレージャス・オリエンタレス |
| 2000-01   | アギラス・シバエーニャス         | レオネス・デル・エスコヒード     |
| 2001-02   | ティグレス・デル・リセイ         | アギラス・シバエーニャス         |
| 2002-03   | アギラス・シバエーニャス         | レオネス・デル・エスコヒード     |
| 2003-04   | ティグレス・デル・リセイ         | ヒガンテス・デル・シバオ         |
| 2004-05   | アギラス・シバエーニャス         | ティグレス・デル・リセイ         |
| 2005-06   | ティグレス・デル・リセイ         | アギラス・シバエーニャス         |
| 2006-07   | アギラス・シバエーニャス         | ティグレス・デル・リセイ         |
| 2007-08   | アギラス・シバエーニャス         | ティグレス・デル・リセイ         |
| 2008-09   | ティグレス・デル・リセイ         | ヒガンテス・デル・シバオ         |
| 2009-10   | レオネス・デル・エスコヒード     | ヒガンテス・デル・シバオ         |
| 2010-11   | トロス・デル・エステ             | エストレージャス・オリエンタレス |
| 2011-12   | レオネス・デル・エスコヒード     | アギラス・シバエーニャス         |
| 2012-13   | レオネス・デル・エスコヒード     | アギラス・シバエーニャス         |
| 2013-14   | ティグレス・デル・リセイ         | レオネス・デル・エスコヒード     |
| 2014-15   | ヒガンテス・デル・シバオ         | エストレージャス・オリエンタレス |
| 2015-16   | レオネス・デル・エスコヒード     | ティグレス・デル・リセイ         |
| 2016-17   | ティグレス・デル・リセイ         | アギラス・シバエーニャス         |
| 2017-18   | アギラス・シバエーニャス         | ティグレス・デル・リセイ         |
| 2018-19   | エストレージャス・オリエンタレス | トロス・デル・エステ             |
| 2019-20   | トロス・デル・エステ             | ティグレス・デル・リセイ         |
| 2020-21   | アギラス・シバエーニャス         | ヒガンテス・デル・シバオ         |
| 2021-22   | ヒガンテス・デル・シバオ         | エストレージャス・オリエンタレス |
| 2022-23   | ティグレス・デル・リセイ         | エストレージャス・オリエンタレス |
| 2023-24   | ティグレス・デル・リセイ         | エストレ―シャス・オリエンタレス  |

|  | カリビアンシリーズ優勝 |

## クラブ別優勝回数
| クラブ                           | 優勝 |
| -------------------------------- | ---- |
| ティグレス・デル・リセイ         | 24   |
| アギラス・シバエーニャス         | 22   |
| レオネス・デル・エスコヒード     | 16   |
| エストレージャス・オリエンタレス | 3    |
| トロス・デル・エステ             | 3    |
| ヒガンテス・デル・シバオ         | 2    |